# Rovpungdjur
Rovpungdjur (Dasyuridae) är en familj i ordningen rovlevande pungdjur med omkring 60 arter.

## Utbredning
Arter av familjen förekommer i Australien, på Nya Guinea, på Tasmanien och andra öar i samma region.
De äldsta fossilen från Nya Guinea daterades till mellersta pliocen och från Australien till mellersta miocen.

## Utseende
Alla arter i familjen rovpungdjur liknar sig i kroppens uppbyggnad men det finns stora skillnader i arternas storlek. Individer av släkten Planigale och Ningaui är med en kroppslängd av omkring 10 cm och en vikt av 5 gram små och den tasmanska djävulen är med en längd av cirka en meter och en vikt omkring 10 kg jämförelsevis stor. Rovpungdjur har lika långa extremiteter och fem tår vid de främre fötterna samt fyra eller fem tår vid de bakre extremiteterna. Hos några arter som lever i träd är "tummen" motsättlig. De 42 till 46 tänderna är specialiserade på kött som föda. Rovpungdjur har många små framtänder, stora hörntänder och skarpkantige kindtänder. Tandformeln är I 4/3 C 1/1 P 2-3/2-3 M 4/4.

## Levnadssätt
Rovpungdjur är huvudsakligen aktiva på natten och vilar på dagen i sina gömställen som kan vara håligheter i träd, jordgrottor eller bon av kvistar, gräs och löv. De flesta arter lever på marken men enskilda arter förekommer väsentlig i träd. De betraktas som skickliga jägare med goda sinnen. Födan består företrädesvis av kött. Beroende på djurets storlek äter de insekter och andra leddjur eller större ryggradsdjur. De största arterna har förmåga att jaga byten som är lika stora eller större än de själva. Några arter äter nektar eller as.

## Fortplantning
Trots att rovpungdjur ingår i djurgruppen pungdjur har inte alla arter pung. Hos några finns bara ett hudveck och hos andra växer pungen först när honan är dräktig. Honor har oftast sex till åtta spenar (1-12 kan förekomma) och dräktigheten varar i jämförelse till andra pungdjur länge. Kännetecknande för några släkten i familjen, till exempel Antechinus och Phascogale är, att hanarna dör direkt efter den första parningen. De blir alltså bara tio till elva månader gamla medan honor lever ett år till. Även hos andra arter är medellivslängden jämförelsevis kort. De blir inte äldre än två till tre år.

## Hot
Många arter har på grund av människans inverkan – huvudsaklig efter ankomsten av europeiska invandrare – förlorad en del av sitt ursprungliga levnadsområde. Större hoten utgörs till största delen av omvandlingen av stäpper och skogar i lantbruksområden och boplatser samt av insläppta nya fiender som dingo, katter och rävar. Fyra arter i familjen rovpungdjur klassas av IUCN som starkt hotade (endangered).

## Underfamiljer och släkten
Till de största och mest kända arterna räknas tasmansk djävul och pungmårdar (Dasyurus). Mindre arter kallas ibland för pungmöss men ordet beskriver ingen systematisk djurgrupp. Det finns följande underfamiljer och släkten.
Familj Dasyuridae
- Underfamilj Dasyurinae
  - Tribus Dasyurini
    - Släkte Dasycercus
      - Mulgara (Dasycercus cristicauda)

    - Släkte Dasykaluta
      - Dasykaluta rosamondae

    - Släkte Dasyuroides
      - Byrnes pungmus (Dasyuroides byrnei)

    - Släkte Pungmårdar (Dasyurus)
    - Släkte Myoictis
    - Släkte Neophascogale
      - Neophascogale lorentzi

    - Släkte Parantechinus
      - Parantechinus apicalis

    - Släkte Phascolosorex
      - Phascolosorex dorsalis
      - Phascolosorex doriae

    - Släkte Pseudantechinus
    - Släkte Sarcophilus
      - Tasmansk djävul (Sarcophilus harrisii)

  - Tribus Phascogalini
    - Släkte Pungspetsekorrar (Antechinus)
    - Släkte Micromurexia
    - Släkte Murexechinus
    - Släkte Murexia
      - Murexia longicaudata

    - Släkte Paramurexia
      - Paramurexia rothschildi

    - Släkte Phascogale
    - Släkte Phascomurexia
      - Phascomurexia naso
- Underfamilj Sminthopsinae
  - Tribus Planigalini
    - Släkte Dvärgpungmöss (Planigale)

  - Tribus Sminthopsini
    - Släkte Antechinomys
      - Mindre australisk punghoppråtta (Antechinomys laniger)

    - Släkte Ningaui
    - Släkte Sminthopsis

Det utdöda släktet Barinya listas vanligen i en egen underfamilj.